# Bernhard Kleinhans
Bernhard Kleinhans (* 17. April 1926 in Sendenhorst; † 22. Oktober 2004 ebenda) war ein deutscher Bildhauer.

## Leben
Nach dem Schulbesuch studierte Kleinhans an der Werkkunstschule Münster bei Kurt Schwippert und dann an der Akademie der Bildenden Künste München bei Heinrich Kirchner. Zusätzlich legte er die Meisterprüfung als Holzbildhauer und als Skulpturengießer ab.
1956 erhielt er als Dreißigjähriger den Kunstpreis „Jung-Westfalen“. Diese Auszeichnung machte Kleinhans in Westfalen und darüber hinaus bekannt. Kleinhans lebte und arbeitete in Sendenhorst, neben seinem Wohnhaus hatte er sein Atelier, in dem er auch aufgrund seiner handwerklichen Fähigkeiten seine Bronzeskulpturen selbst goss und bearbeitete.
Verheiratet war Kleinhans mit Maria Beckmann; aus der Ehe gingen die Söhne Basilius und Gregor hervor. 1991 wurde Kleinhans Ehrenbürger seiner Heimatstadt Sendenhorst.

## Schaffen
Kleinhans hat überwiegend bei seinen Skulpturen das Wachsausschmelzverfahren verwandt, dabei wurde die Oberfläche von Kleinhans dann weitgehend unbearbeitet gelassen, weiß-graue Flecken bleiben und Rinnsale beleben sie, die Plastiken – sowohl seine intimen Kleinplastiken wie die teilweise tonnenschweren Großskulpturen – wirken dadurch leicht und „malerisch“.
Die Themen seiner Werke sind recht unterschiedlich. Neben biblischen und anderen religiösen Themen werden, vor allem bei seinen Kleinplastiken und oft in humorvoller und hintergründiger Weise, menschliche Verhaltensweisen dargestellt. Zahlreiche Plastiken haben antike Sagen zum Thema. Dabei ragt seine Großplastik „Die Taten des Herkules“ (3,50 m hoch und 7,50 m breit), die in Münster in der Nähe des Aasees steht, besonders heraus. Kleinhans hat zudem viele Aktdarstellungen, auch bei biblischen Szenen und mit eindeutig erotischem Charakter, geschaffen.
Zahlreiche Arbeiten von Kleinhans schmücken öffentliche Parks, Plätze und Kirchen und wurden von Museen angekauft.

## Werke (Auswahl)
öffentlicher Bereich:

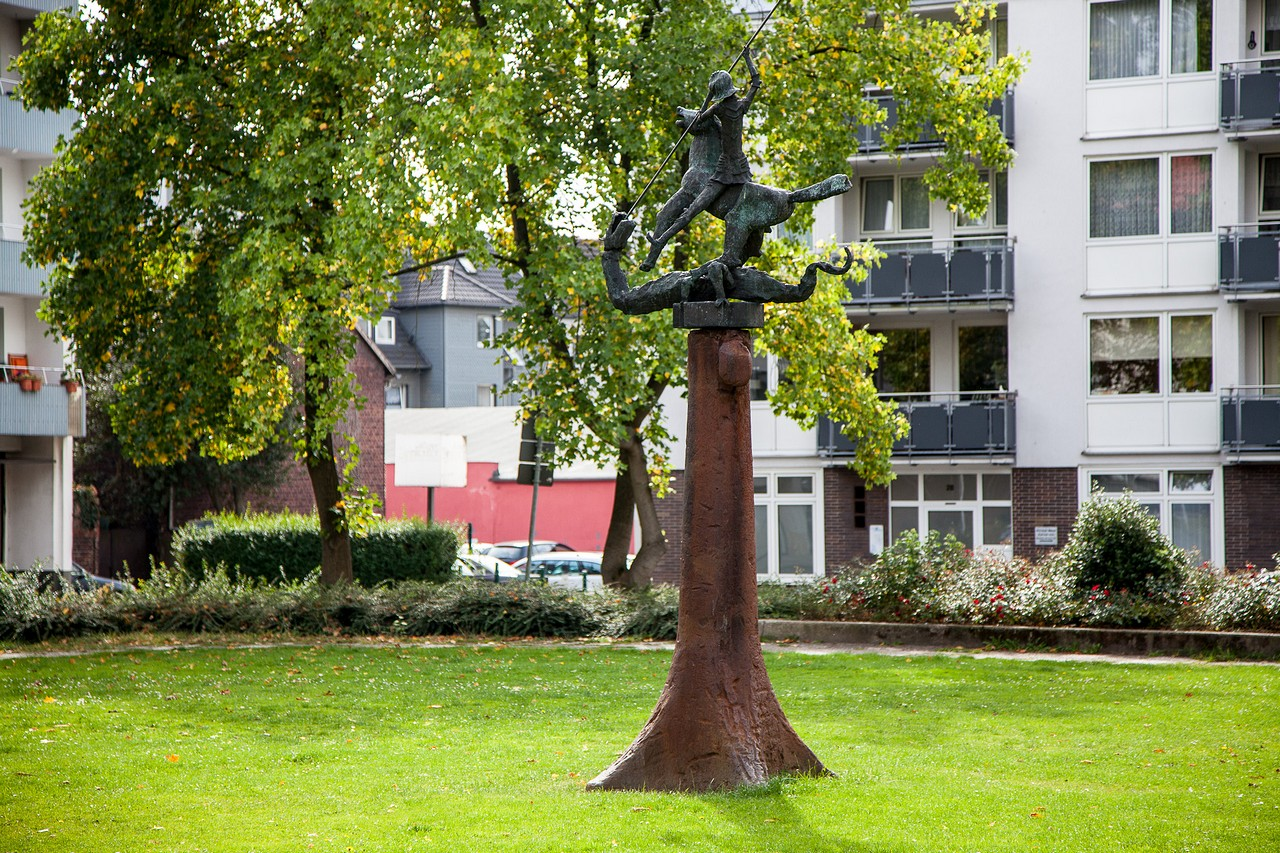
Drachentöter-Skulptur (St. Georg, 1990) auf dem Rathausplatz in Hattingen

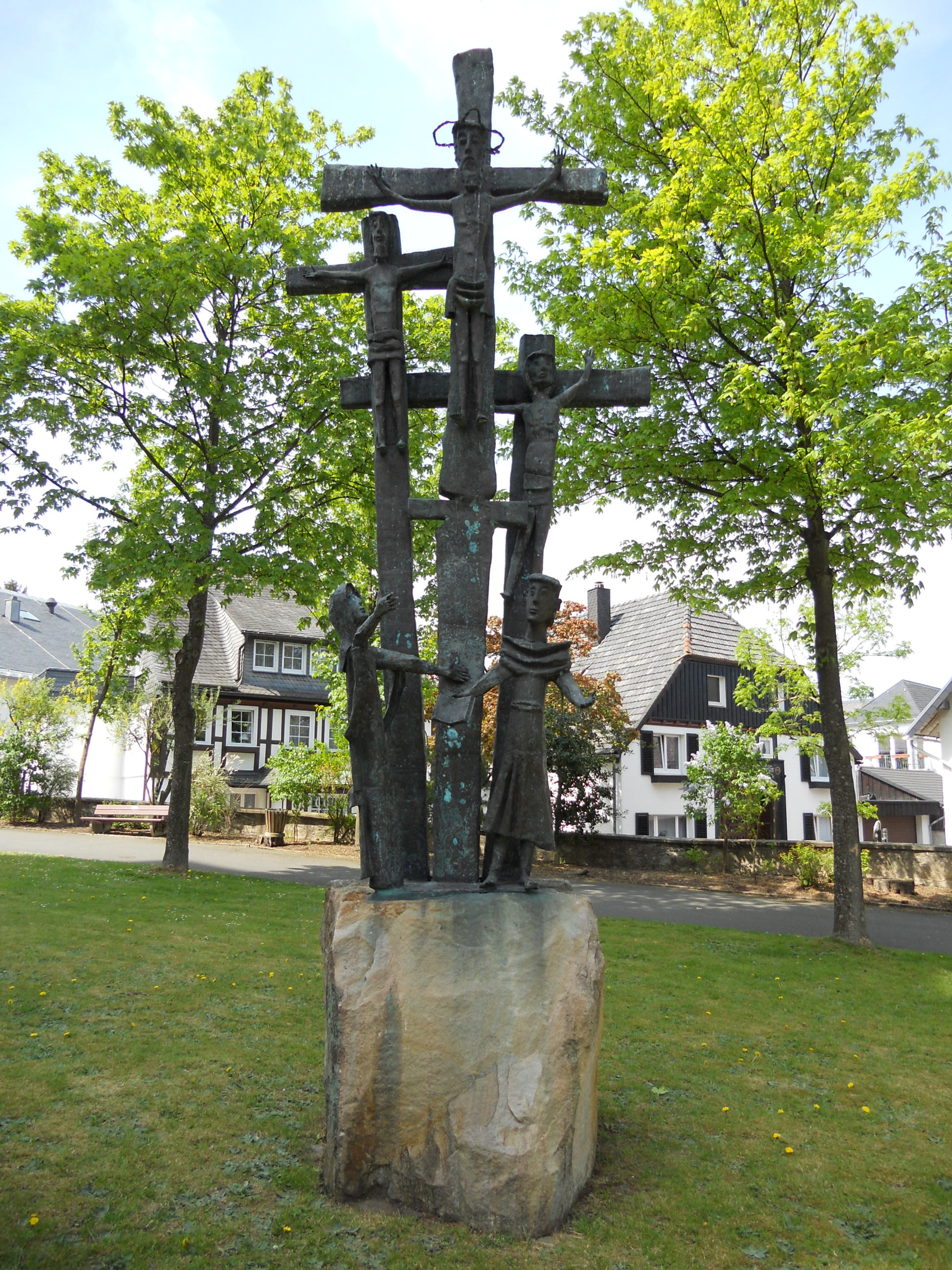
Das Golgotha-Kreuz bei der Propsteikirche in Brilon

- Dülmen: Mädchenfigur vor der Berufsschule
- Versmold: Mahnmal
- Lembeck: Mahnmal
- Essen: Säule mit Akrobaten vor der Alten Oper
- Aachen-Kohlscheid: Bergmannsbrunnen
- Stadt Lage: Zieglerbrunnen auf dem Marktplatz[2]
- Münster: Die Taten des Herakles
- Münster: Musizierendes Mädchen (an der Kinderkrankenpflegeschule am Kardinal-von-Galen-Ring)
- Düsseldorf: David und Abisag (Westdeutsche Landesbank)
- Oelde: mehrere Figuren im Stadtpark
- Bad Waldliesborn: ca. 25 Figuren im Kurpark
- Hameln: Die Neugierige
- Herne: Schofar-Engel auf dem Dach der Einsegnungshalle des St. Laurentius-Friedhofs
- Sendenhorst: zahlreiche Plastiken, darunter eine 8 Meter messende Großbronze des Fürstbischofs Bernhard von Galen auf hoch aufsteigendem Pferd
- Kassel: Maria mit dem Kinde, vor dem Marienkrankenhaus Kassel
- Kirchhain: Lesendes Mädchen, Bronzeskulptur im Annapark
- Vechta: Sprengepiel-Bronzeplastik eines Hundes mit fletschenden Zähnen, 1981[3]
- Telgte: König Melchior vor dem Museum RELíGIO, Herrenstraße
- Versmold: Mahnmal für die Opfer des Zweiten Weltkrieges.

religiöser Bereich:
- Münster: Bronzetür mit Reliefs am Südportal der Überwasserkirche und Tabernakel in der Überwasserkirche
- Frankfurt am Main: St. Franziskusaltar und Osterwasserbrunnen in der Liebfrauenkirche
- Brilon: Kreuzigungsgruppe in der Propsteikirche
- Lembeck: Türen der Pfarrkirche
- Liesborn: St. Michael in der Pfarrkirche

Chorgestaltung der Pfarrkirchen in Rheine, Marl, Duisburg-Homberg, Vorhelm, Sendenhorst